# NetBurst
NetBurst är en mikroprocessorarkitektur från Intel. Denna arkitektur var från början menad att klara av hastigheter på över 10 GHz, vilket Intel emellertid inte lyckades med. De kom inte närmare än 3,6 GHz innan utvecklingen av NetBurst lades ned och ersattes med Intel Core. I Core-arkitekturen ingår bland annat processortypen Intel Core 2 Duo. Värt att notera är att man har lyckats att överklocka en NetBurst-baserad processor till 8,32 GHz, men då användes flytande kväve (N2) som kylmedium.
Skillnaderna mellan NetBurst och Core är relativt stora. Med Core blev det vanligt med två eller fyra processorkärnor istället för en. Precis som med multiprocessorsystem gynnar detta de användningsområden där flera processer eller trådar behöver mycket processortid samtidigt.
En annan stor skillnad är tillverkningsprocessen. Med NetBurst var det 90 nm som gällde och med Core är det 65 nm som tagit över. Kretsar med mindre ledningstjocklek utvecklar mindre värme, tar mindre plats och kan höjas till högre klockfrekvenser. Under 2008 införde Intel 45 nm istället för 65 nm och därmed förbättra sina CPUer ytterligare.